# Gondi (langue)
Pour les articles homonymes, voir Gondi.
Le gondi est une langue dravidienne parlée en Inde par la tribu aborigène des Gond.